# Namu
Namu è un atollo dell'Oceano Pacifico.  Appartenente alle isole Ralik è amministrativamente una municipalità delle Isole Marshall. Ha una superficie di 6,27 km², una laguna di 397,12 km² e 903 abitanti (1999).

## Popolazione
| Popolazione |      |      |      |      |      |      |  |  |  |
| Anno        | 1958 | 1967 | 1973 | 1980 | 1988 | 1999 |  |  |  |
| Abitanti    | 482  | 597  | 493  | 654  | 801  | 903  |  |  |  |
|             |      |      |      |      |      |      |  |  |  |